# Jantony Ortiz
Jantony Ortiz (21 de julio de 1994, Humacao, Puerto Rico) es un boxeador puertorriqueño.

## Biografía
Apodado como el niño prodigio del boxeo, se convirtió en uno de los deportistas más destacados de la historia del equipo nacional de boxeo de Puerto Rico, al ganar en el campeonato nacional a la edad de 16 años. Si bien todavía siendo un deportista activo juvenil, Ortiz participó en torneos abiertos de adultos y se convirtió en el medallista de bronce en los Juegos Panamericanos de Guadalajara en 2011. En mayo de 2012, Ortiz calificó para los Juegos Olímpicos de Londres 2012, tras ganar la medalla de oro en el torneo de boxeo de América 2012 dentro de la Clasificación Olímpica. Durante los Juegos Olímpicos, fue derrotado en la Ronda 16 por el excampeón de Europa David Ayrapetyan. Los jueces calificaron su primera ronda 4-4, 5-3 en el segundo a favor de Ayrapetyan, mientras que en la tercera ronda había llegado a un empate de 6-6. Actualmente tiene marca profesional de 5-0-3ko en el boxeo rentado. 
| Año  | Clasificación | Competición                   |
| ---- | ------------- | ----------------------------- |
| 2009 | Bronce        | Panamericano Juvenil          |
| 2010 | Oro           | Cinturón Dorado               |
| 2011 | Bronce        | Juegos Panamericanos (México) |
| 2012 | Oro           | Clasificatorio Olímpico       |